# География Гайаны

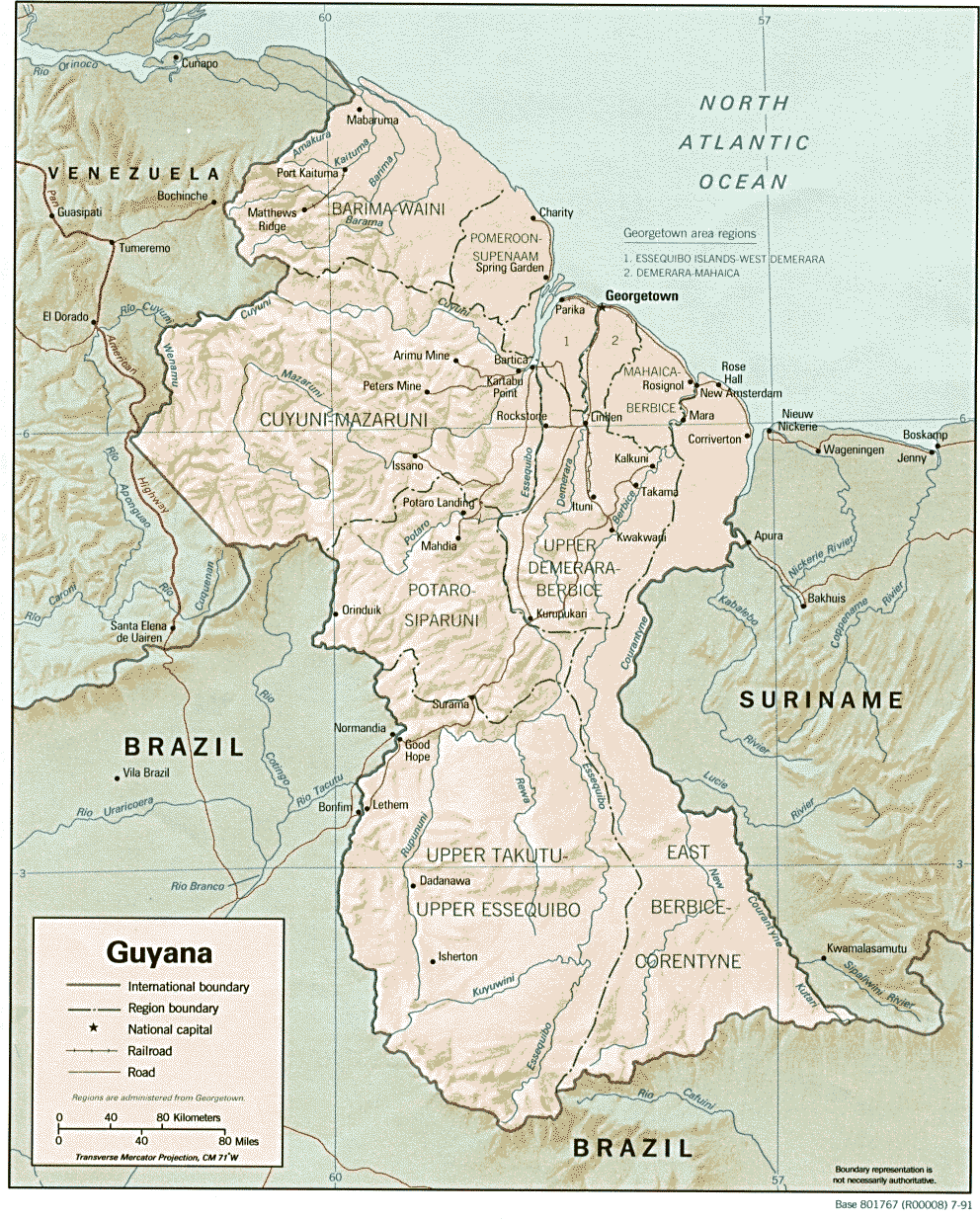
Карта страны

Гайана — государство на северо-восточном побережье Южной Америки. Одно из самых маленьких государств Южной Америки (меньше только Суринам и Уругвай).
С севера омывается Атлантическим океаном, на западе граничит с Венесуэлой, на юге — с Бразилией, на востоке — с Суринамом. Западная граница является предметом территориального спора с Венесуэлой, восточная — с Суринамом. Общая протяжённость границы по данным CIA World Factbook составляет 2933 км: с Бразилией — 1308 км, с Суринамом — 836 км, с Венесуэлой — 789 км. Площадь — 214 969 км², из них на долю суши приходится 196 849 км² (91,6 %), на водную поверхность — 18 120 км² (8,4 %).
Гайана расположена в восточной части Гвианского плоскогорья, поверхность холмистая. На западе кристаллические породы (граниты и гнейсы) перекрыты толщей песчаников и образуют плато с обрывистыми краями. Здесь находится самая высокая точка Гайаны — гора Рорайма (2875 м, по другим данным 2775 м). С запада на восток территорию страны пересекает крупная тектоническая впадина. На юге расположены невысокие цокольные горы Кануку, Камоа и Серра-Акараи. Средняя высота над уровнем моря составляет 207 м. На территории страны находятся месторождение золота, алмазов, бокситов.
Вдоль Атлантического побережья тянется сильно заболоченная низменность шириной 30-60 км. Внешняя зона аккумулятивной равнины представляет собой береговые валы и косы, внутренняя — марши, зачатую ниже уровня моря, заполняемые океанскими приливами и речными стоками. Длина береговой линии составляет 459 км. В стране много полноводных рек, озёр, водопадов. Самый крупный водопад — водопад Кайетур — высотой 226 м. Среди крупных рек Эссекибо, Демерара, Бербис и Корантейн, однако они по большей части несудоходны. Бербис судоходна всего на 160 км, Демерара и Корантейн — на 95 км, Эссекибо — на 65 км.
Климат на побережье экваториальный, жаркий и влажный. Средняя годовая температура в Джорджтауне составляет 27° С и колеблется от 27,9° С в сентябре до 26,3° С в январе — феврале. Разница между дневными и ночными температурами составляет 5,5° С. Два сезона дождей — с середины апреля по середину августа с пиком в июне и с середины ноября по конец января с пиком в декабре (по другим данным с мая по август и с ноября по январь). Среднее количество осадков на побережье — 2200—2300 мм в год. Северо-восточные пассаты дуют со стороны Атлантического океана круглый год. Во внутренних областях климат отличается: средняя температура выше, как и её колебания, один сезон дождей.
По данным 2011 года 77 % территории страны покрыто лесами, 8,4 % занято под сельское хозяйство. Растительный мир представлен влажными тропическими лесами (сельвой) и влажными саваннами вдоль побережья. Внутренние районы богаты ценными породами деревьев.
Животный мир богат и разнообразен. Более 100 видов млекопитающих, в том числе ленивцы, муравьеды, броненосцы, тапиры. Множество различных обезьян. В реках водятся выдры, различные рыбы (в том числе пираньи), кайманы. Среди птиц — колибри, попугаи, туканы, фазаны, цапли, гоацины. Среди насекомых — гигантские жуки и бабочки. В прибрежных водах океана — изобилие креветок.
Основную опасность для окружающей среды представляет загрязнение вод от очистных сооружений, сельскохозяйственных и промышленных химикатов, вырубка леса.